# Basílio Venâncio
Basílio Venâncio (em latim: Basilius Venantius), chamado o Jovem (Iunior), foi um oficial do Reino Ostrogótico, ativo durante o reinado do rei Teodorico, o Grande (r. 474–526). É possivelmente filho de Décio Mário Venâncio Basílio, cônsul em 484. Em 508, foi nomeado cônsul ordinário pelo Ocidente com Céler, como seu colega oriental. Em cerca de 511, foi designado patrício. Era pai de Décio, cônsul em 529, e Paulino, cônsul em 534. É capaz que seja o Venâncio que detinha uma propriedade em Sâmnio. Se sabe ainda que esteve envolvido em uma disputa legal com Firmino.